# Ришкі
Ришкі (пол. Ryszki) — село в Польщі, у гміні Ясенець Груєцького повіту Мазовецького воєводства.
Населення — 131 особа (2011).
У 1975-1998 роках село належало до Радомського воєводства.

## Демографія
Демографічна структура станом на 31 березня 2011 року:
|          | Загалом | Допрацездатний вік | Працездатний вік | Постпрацездатний вік |
| -------- | ------- | ------------------ | ---------------- | -------------------- |
| Чоловіки | 64      | 12                 | 45               | 7                    |
| Жінки    | 67      | 15                 | 36               | 16                   |
| Разом    | 131     | 27                 | 81               | 23                   |